# 苗木
苗木（なえぎ）は、移植するために育てた樹木の苗。苗木を育てる畑を苗畑という。

## 概要
苗木の優劣は、林業や農業では収穫時の収益に、緑化では景観上に大きな影響がでるため、苗高、地上部・地下部比、根量率、根張率といった定量的な評価や外見による定性的評価により、厳しい選抜が行われる。

## 育成方法による分類
- 実生苗 - 種子から育てた苗
- 挿し木苗 - 挿し穂により育てた苗
- 接木苗 - 台木に接ぎ穂して育てた苗
- 山引苗 - 山林内に自生している幼稚樹を掘りとってきた苗

## 出荷方法による分類
林業用の苗木は、出荷方法によって以下の分類に区分できる。
- 裸苗

山林に植栽するため、根に付いた土をふるい落として根がむき出しとなっている苗木。
植物の休眠期である秋の終わりから春先に植栽する場合に使われる。
- ポット苗

ビニルポットなどの簡易容器に土壌を入れ、その土壌の中で育てた苗木。
季節を問わずに育てることが出来るが、土ごと運ぶために重量が嵩むことや、根がポットの中でとぐろを巻くなどの課題があった。
- コンテナ苗

林業の世界で「コンテナ苗」と呼ばれるのは、マルチキャビティコンテナと呼ばれるコンテナで、穴が連結したトレーで苗木を生産する生産方式。
2010年頃から本格的な導入が図られ、国有林を中心に普及してきているが、生産コストや植栽後の成長などで不明な点も多い。

## 日本の苗木生産
庭園や街路などの緑化用の苗木（緑化樹木）は年間11,395万本、林業用（針葉樹および広葉樹）の苗木は年間7,000万本が生産されている（ともに2008年度）。